# Júlia Lángh
Júlia Lángh (geboren 1942 in Budapest) ist eine ungarische Schriftstellerin. 

## Leben
Júlia Lángh arbeitete nach dem Studium zunächst als Lehrerin für Ungarisch und Französisch in Budapest und war später als PR-Mitarbeiterin in einem Verlag tätig. Lángh war seit 1963 die zweite Frau des Autors György Konrád, aus der Ehe gingen zwei Kinder hervor: Anna Dóra (1965) und Miklós István (1967). Sie emigrierte mit den Kindern aus dem kommunistischen Ungarn und lebte von 1977 bis 1984 in Paris. Für Radio Free Europe ging sie nach München und war dort bis 1994 als Redakteurin und Moderatorin tätig. Nach einem Aufenthalt als Entwicklungshelferin in Nigeria 1994/95 kehrte sie nach Ungarn zurück und arbeitet als freiberufliche Autorin. 
Sie erhielt 2013 den Literaturpreis Füst Milán-díj.

## Werke
- Közel Afrikához. Budapest : Magvető, 1996
- Vissza Afrikába. Budapest : Magvető, 2002
- Egy budai úrilány. Roman. Budapest : Magvető, 2003 
  - Ein Mädchen zwischen zwei Welten. Roman. Übersetzung Éva Zádor. Wien : LZ.Nischen Verlag 2013
- Parizs fü alatt. Budapest : Magvetö, 2009
- Macskák és férfiak : hármaskönyv. Budapest : Magvető, 2014